# 曾柏辰
曾柏辰（Jacky，1983年10月21日—），台灣男演員。

## 戲劇作品
台灣電視劇
| 首播日期 | 播出頻道   | 劇名                  | 飾演     |
| -------- | ---------- | --------------------- | -------- |
| 2014年   | 三立台灣台 | 世間情                | 相親對象 |
| 2015年   | 三立台灣台 | 戲說台灣 黑狗精雪奇冤 | 阿貴     |
| 2017年   | 民視       | 實習醫師鬥格          | 曾博勛   |
| 2017年   | 三立台灣台 | 甘味人生              | 阿凱     |
| 2018年   | 台視       | 情·份                 | 鐘俊彬   |
| 2018年   | 大愛       | 真愛源起              | 阿達     |
| 2018年   | 民視       | 大時代                | 王文康   |
| 2019年   | 大愛       | 雨過天青              | 陳文龍   |
| 2020年   | 華視       | 四月望雨之月夜愁      | 林世榮   |

大陸網路劇/網路大電影
| 播出頻道 | 劇名   | 飾演 | 合作藝人      |
| -------- | ------ | ---- | ------------- |
| 樂視     | 屍語者 | 曾維 | 羅雲熙/周奇奇 |

## 電影作品
- 2016年《大尾鱸鰻2》飾 雞排店老闆

## 廣告作品
- Honda夢想總動員創意車廂大變身 CF
- 隆美窗簾除舊佈新篇 CF
- 中興保全一見發財篇 CF
- Airways
- 三葉機能3D能量床墊 CF
- 新年來愛買旺年大採買篇 CF
- 親子共讀宣導 CF
- 2018六福村動物變裝派對 CF
- 永豐人可和Top3最難還的債務票選篇 CF
- YumQ 智點餐智慧餐飲行業解決方案篇 CF

## 微電影/VCR
- 保險公會被遺忘的信件微電影 男主角

## MV作品
- 動力火車《迷湯》

## 外部連結
- 曾柏勳JackyFacebook專頁
- 曾柏勳[永久]影劇圈圈演員資料頁